# Leonard Lerman
Leonard Solomon Lerman (Pittsburgh, 27 de junio de 1925 - 19 de septiembre de 2012) fue un científico estadounidense conocido principalmente por su trabajo sobre el ADN.

## Vida y carrera
Lerman nació y creció en Pittsburgh, hijo de dos inmigrantes judíos de Ucrania: de Freamah y Meyer Lerman, . Su padre era comprador de grandes almacenes. Lerman comenzó a asistir al Instituto de Tecnología Carnegie antes de graduarse de secundaria y recibió su título de Bachellor en cinco semestres.
Lerman descubrió que los anticuerpos tienen dos sitios de unión durante su etapa de estudiante de postgrado con Linus Pauling en el Instituto de Tecnología de California. Más tarde, quizás su descubrimiento más importante fue que ciertas moléculas se unen al ADN por intercalación . Este descubrimiento ha contribuido a la comprensión científica de cómo los fármacos y los mutágenos interactúan con el ADN.
Más tarde, en un año sabático en la Universidad de Cambridge, Lerman tuvo la oportunidad de trabajar con Sydney Brenner y Francis Crick, posteriormente ganadores del premio Nobel.
Lerman dirigió un programa de investigación de alto nivel en la Universidad de Vanderbilt en Nashville, el Centro de Ciencias de la Salud de la Universidad de Colorado en Denver y SUNY Albany, la Universidad Estatal de Nueva York en Albany. Su equipo de laboratorio incluía un ganador del premio Nobel, Sidney Altman, y otro investigador, Tom Maniatis, quien también se convirtió en uno de los principales biólogos moleculares de su tiempo.
El último gran aporte de Lerman, iniciado con Stuart Fischer en SUNY, fue la invención de la electroforesis en gel de gradiente desnaturalizante (DGGE), una técnica utilizada para separar moléculas de ADN. Esta técnica es ampliamente utilizada por científicos que desean determinar la biodiversidad en comunidades microbianas.
El Dr. Lerman también fue miembro sénior de una de las primeras empresas de biotecnología, el Instituto de Genética, cofundado por uno de sus alumnos, Tom Maniatis . Asimismo, fue miembro de la Academia Nacional de Ciencias de EE. UU .